# Søren Kjeldsen
Søren Kjeldsen (Aalborg, 17 mei 1975) is een Deens golfprofessional.

## Loopbaan
In 1995 werd hij professional. In 1997 eindigde hij hoog genoeg op de Order of Merit van de European Challenge Tour dat hij een spelerskaart voor de Europese PGA Tour krijgt. In zijn rookiejaar dreigde hij zijn kaart te verliezen maar een twaalfde plaats bij de British Masters redde zijn kaart.
Zijn eerste toernooizegen kwam in 2003, The Diageo Championship op Gleneagles. In 2008 won hij de Volvo Masters.

## Persoonlijk leven
Kjeldsen is gehuwd en woont met vrouw en twee kinderen in Ascot, Engeland.

## Prestaties

### Professional

#### European Tour
| Nr. | Datum           | Toernooi                                  | Score           | Score | Info                                                    |
| --- | --------------- | ----------------------------------------- | --------------- | ----- | ------------------------------------------------------- |
| 1   | 22 juni 2003    | Johnnie Walker Championship at Gleneagles | 72-68-67-72=279 | –9    |                                                         |
| 2   | 2 november 2008 | Volvo Masters                             | 65-71-68-71=276 | –8    |                                                         |
| 3   | 29 maart 2009   | Open de Andalucia                         | 68-72-62-72=274 | –14   |                                                         |
| 4   | 31 mei 2015     | Dubai Duty Free Irish Open                | 69-70-67-76-282 | –2    | Won de play-off van Eddie Pepperell en Bernd Wiesberger |

#### Challenge Tour
- 1997: Volvo Finnish Open

## Teamcompetities

### Amateur
- Eisenhower Trophy ( DEN): 1994

### Professional
- World Cup ( DEN): 1998, 1999, 2003, 2004, 2009
- Seve Trophy ( EU): 2009